# The Real Estate Fraud
The Real Estate Fraud est un film muet américain réalisé par Allan Dwan et sorti en 1912.

## Fiche technique
- Réalisation : Allan Dwan
- Date de sortie :
  - États-Unis : 5 février 1912

## Distribution
- J. Warren Kerrigan : Jack Stevens
- Pauline Bush : Mabel Mittler